# Moulin-Mage
Moulin-Mage è un comune francese di 340 abitanti situato nel dipartimento del Tarn nella regione dell'Occitania.

## Società

### Evoluzione demografica
Abitanti censiti
- Wikimedia Commons contiene immagini o altri file su Moulin-Mage